# Bryohaplocladium angustifolium
Bryohaplocladium angustifolium là một loài Rêu trong họ Thuidiaceae. Loài này được (Hampe & Müll. Hal.) R. Watan. & Z. Iwats. mô tả khoa học đầu tiên năm 1981.